# ビヨンド・アワ・ケン
『ビヨンド・アワ・ケン』（原題：公主復仇記、Beyond Our Ken）は、2004年に公開された香港映画。パン・ホーチョン監督。ダニエル・ウーとジリアン・チョン主演。

日本では、2004年の第17回東京国際映画祭において監督を招きワールドプレミア上映された。その後、CS放送はされたものの長らく劇場未公開であったが、2011年に監督の最新作「ドリーム・ホーム」の劇場公開を記念した特集上映「パン・ホーチョン、お前は誰だ！？」において東京・大阪・名古屋等で上映。2013年、監督の最新作を含めて特集された「パン・ホーチョン、やっぱりお前は誰だ！？」において東京で再び上映、2013年に日本版DVDが発売された。

## 出演
- ダニエル・ウー
- ジリアン・チョン
- 陶紅（中国語版）
- エンメ・ウォン

## DVD
- 2013年12月6日に、オールイン エンタテインメントから『ビヨンド・アワ・ケン カレと彼女と元カノと』の邦題で日本版DVDが発売。

（パン・ホーチョンの監督作品が日本でソフト化されるのは「イザベラ」「ドリーム・ホーム」「AV」に続き4作品目である）

## リメイク
2023年1月に、日本版リメイクである『恋のいばら』が公開された。